# Ретель, Альфред

Немезида, преследующая убийцу, 1837

Альфред Ретель — (нем. Alfred Rethel; 15 мая 1816[…], Ахен, Ахен — 1 декабря 1859[…], Дюссельдорф, Рейнская провинция) — немецкий исторический живописец и график, один из наиболее одаренных немецких живописцев своего времени, критик назарейской традиции живописи. Искусство Ретеля, романтическое по своему характеру, идеализирует немецкое Средневековье. Представитель дюссельдорфской школы.

## Биография
В 1829 году переселился в Дюссельдорф, где своими композициями обратил на себя внимание своих учителей. В 1833 году создал первую самостоятельную картину.
Учился в Дюссельдорфской академии искусств (1829‒1836) у Вильгельма фон Шадова и во Франкфурте-на-Майне (1836‒47) у Филиппа Фейта.
В 1836 году переехал во Франкфурт-на-Майне, примкнул к Ф. Фейту, и стал работать в предоставленной ему в штеделевском институте мастерской.
В цикле гравюр «Ещё одна пляска смерти» отражены события Революции 1848 года.
Центральное произведение Ретеля — цикл фресок на сюжеты из жизни Карла Великого, украшающих коронационный зал ратуши Ахена, созданный в 1847 - 1861 годах. В Ахене — древнем городе, одном из важнейших центров культуры европейского Средневековья, как известно, располагалась резиденция Карла Великого и столица Франкского королевства. Впоследствии здесь на протяжении нескольких столетий проходили коронации императоров и королей Священной Римской империи.

Предположительно 17 октября 1851 года Ретель вступает в брак с девушкой по имени Мария Граль (нем. Marie Grahl).
"Но как бы судьба ни хотела подарить ему <Ретелю>, принадлежащему своему народу и человечеству, обыкновенное человеческое счастье, молодая жена спустя несколько дней после свадьбы заболевает и попадает в больницу. Несколько месяцев она, страдая от тифа, парила между смертью и жизнью. Зарождающемуся счастью молодоженов пришел конец. Любой, кто не лишен способности чувствовать и сопереживать, может представить себе, что пришлось пережить молодому художнику в эти месяцы. Какое роковое влияние оказали на его больной разум долгие месяцы трепета между страхом и надеждой, очень даже понятно. Наконец здоровая природа молодой женщины победила болезнь, и весной 1852 года она встала с постели."
Время, которое Ретель провел в молитвах за жизнь и здоровье жены не прошло для него бесследно, признаки душевной болезни стали проявляться все четче. Осенью 1852 г. Ретель снова отправился в Италию, чтобы как следует отдохнуть и полечить нервы. После возвращения на родину болезнь усилилась, и постоянная забота и присмотр оказались жизненно необходимыми.
Художник скончался в 1859 году.

## Тема смерти в работах Альфреда Ретеля
Одним из важнейших и наиболее знаковых произведений Ретеля считается его серия гравюр “Еще одна пляска смерти” (нем. “Auch ein Totentanz”), состоящая из шести листов, сопровождаемых стихами близкого друга художника, Роберта Райника.
Смерть в этой серии работ предстает как жестокий судья, смеющийся над испуганными и жалкими людьми. Смерть усмехается, преследуя своих жертв, а люди разбегаются в испуге, хватаясь за любой шанс выжить, избежать неизбежного. Идея неотвратимости смерти и конечности бытия пронизывает все шесть гравюр серии.
Если мы сравним гравюры Альфреда Ретеля с работами его современников, то заметим, что Ретель склонен стилизовать свои гравюры под Средневековые миниатюры. Можно подумать, что его серия «Еще одна пляска смерти» — работа средневекового мастера, транслирующая знаменитый девиз «Memento mori».

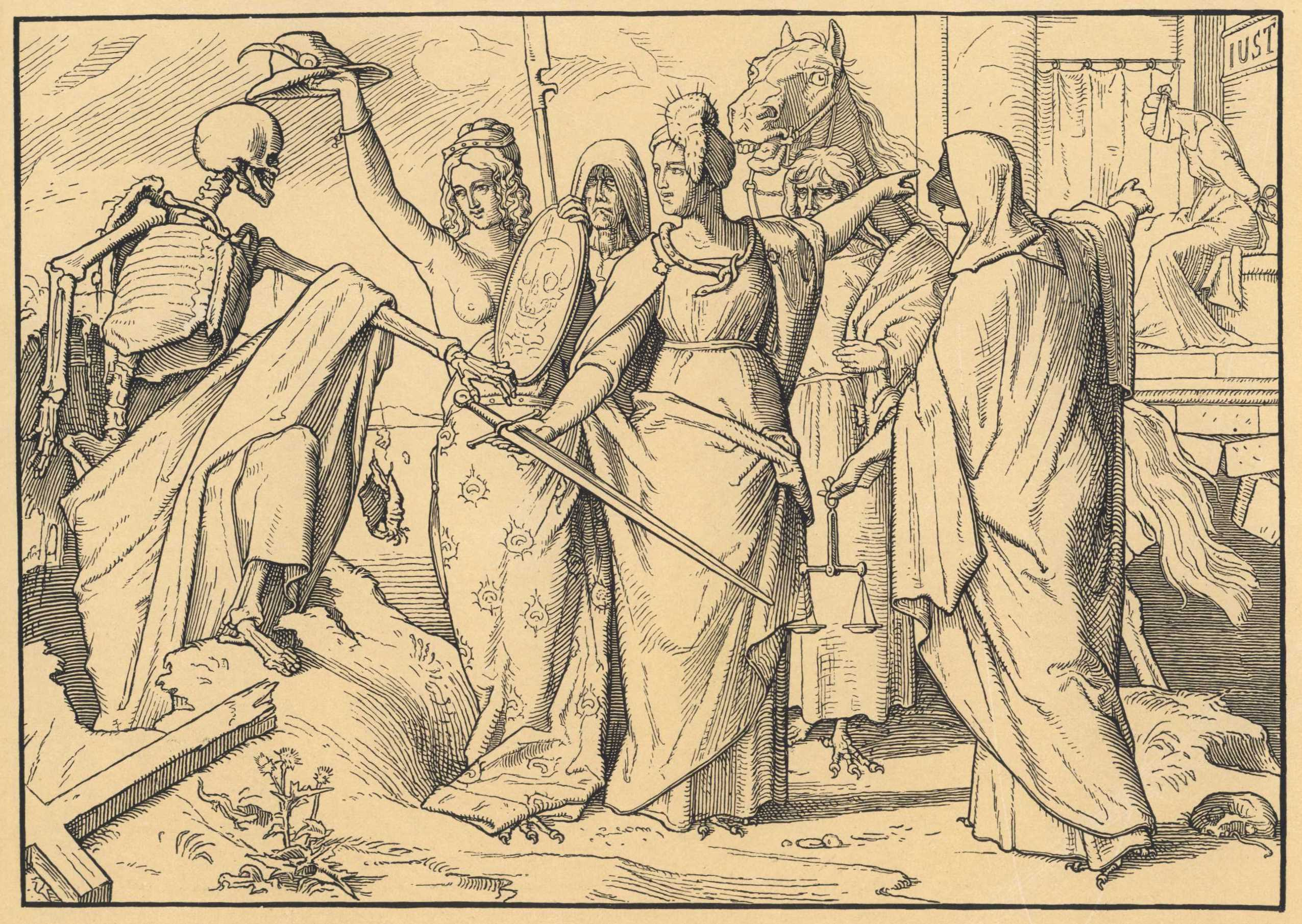
Цикл гравюр «Еще одна пляска смерти», Лист 1 «Воскрешение смерти» (нем. Auferstehung des Todes)
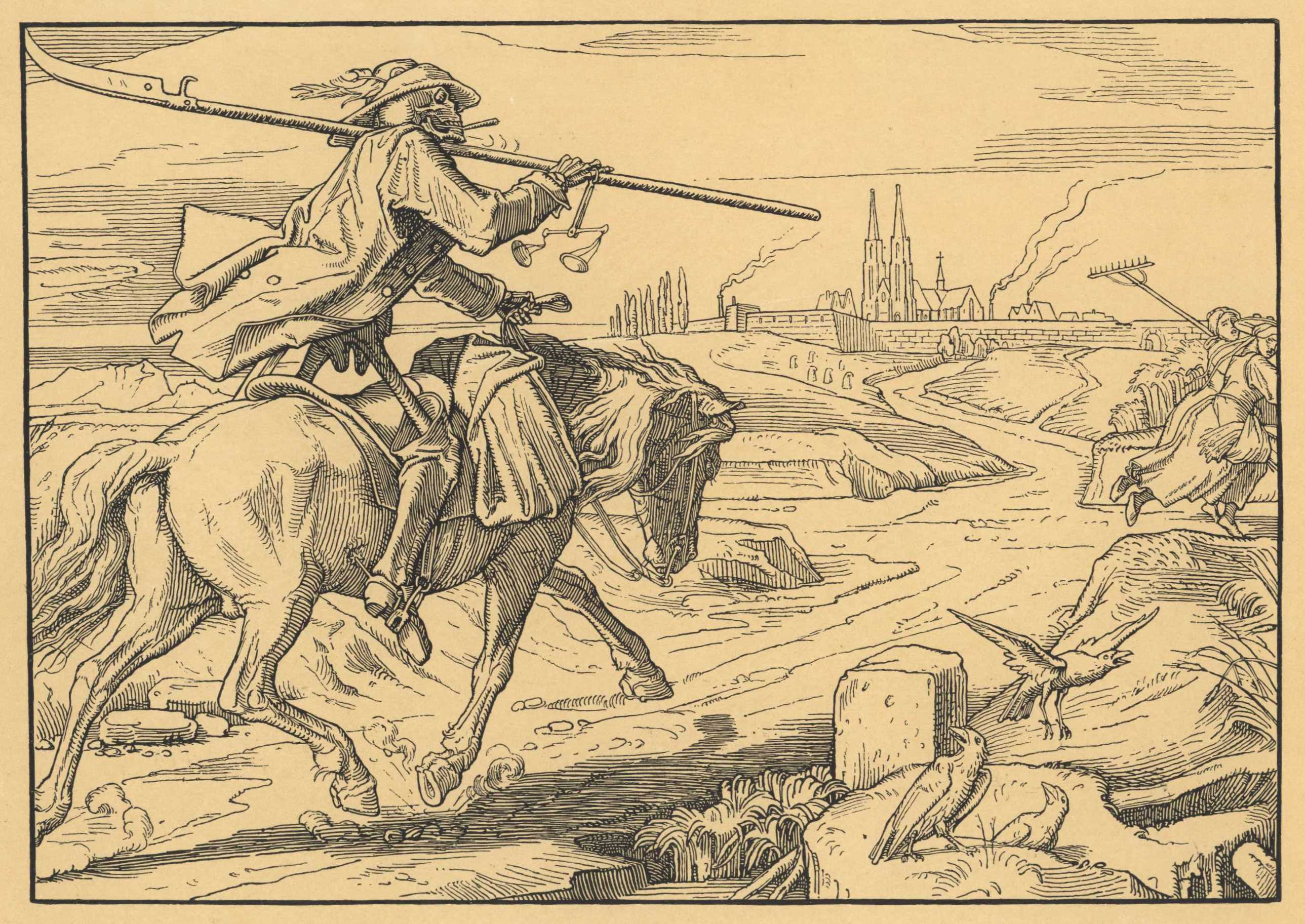
Лист 2 «Поездка в город» (нем. Der Ritt zur Stadt)
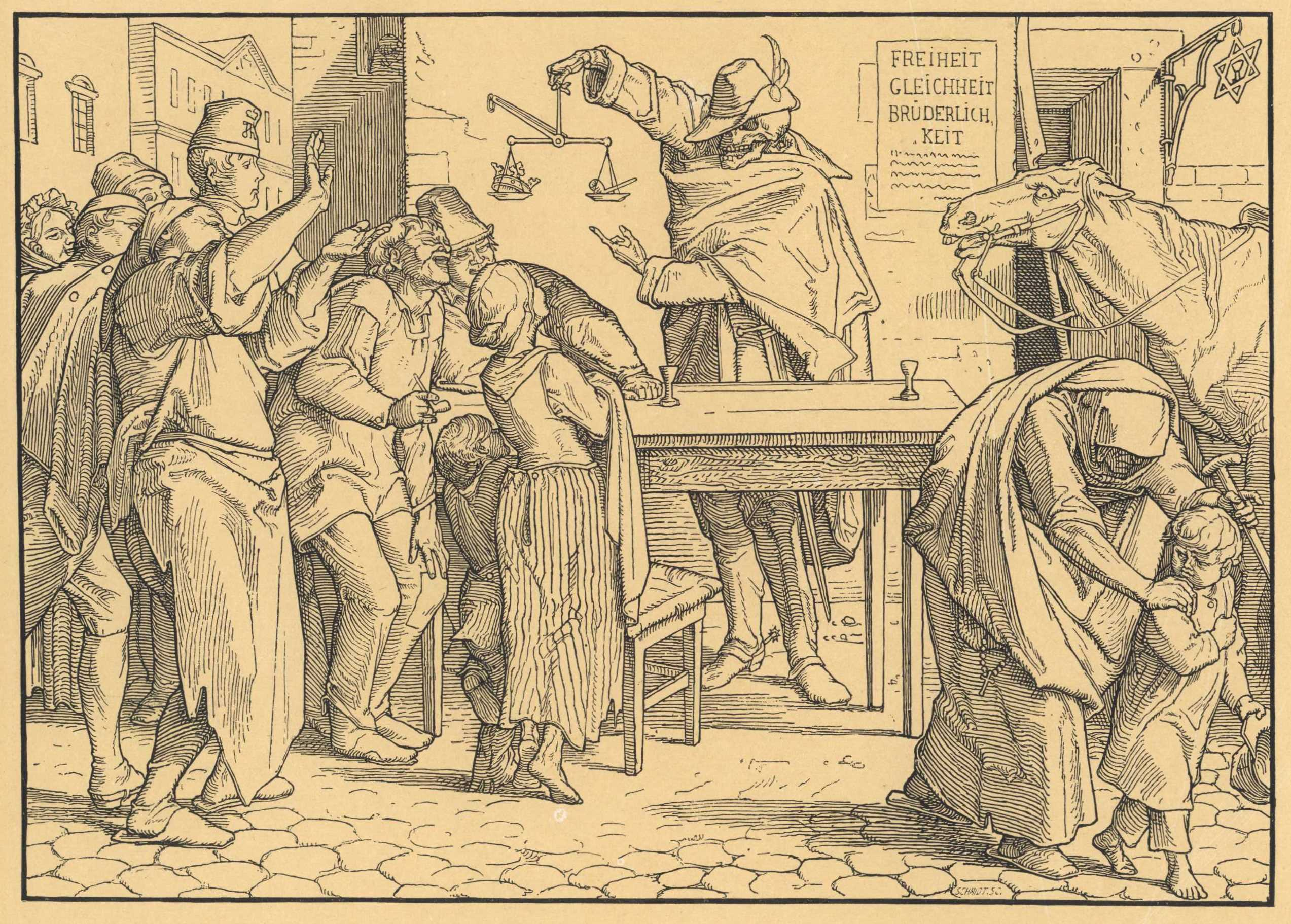
Лист 3 «Одурачивание народа» (нем. Die Betörung des Volkes)
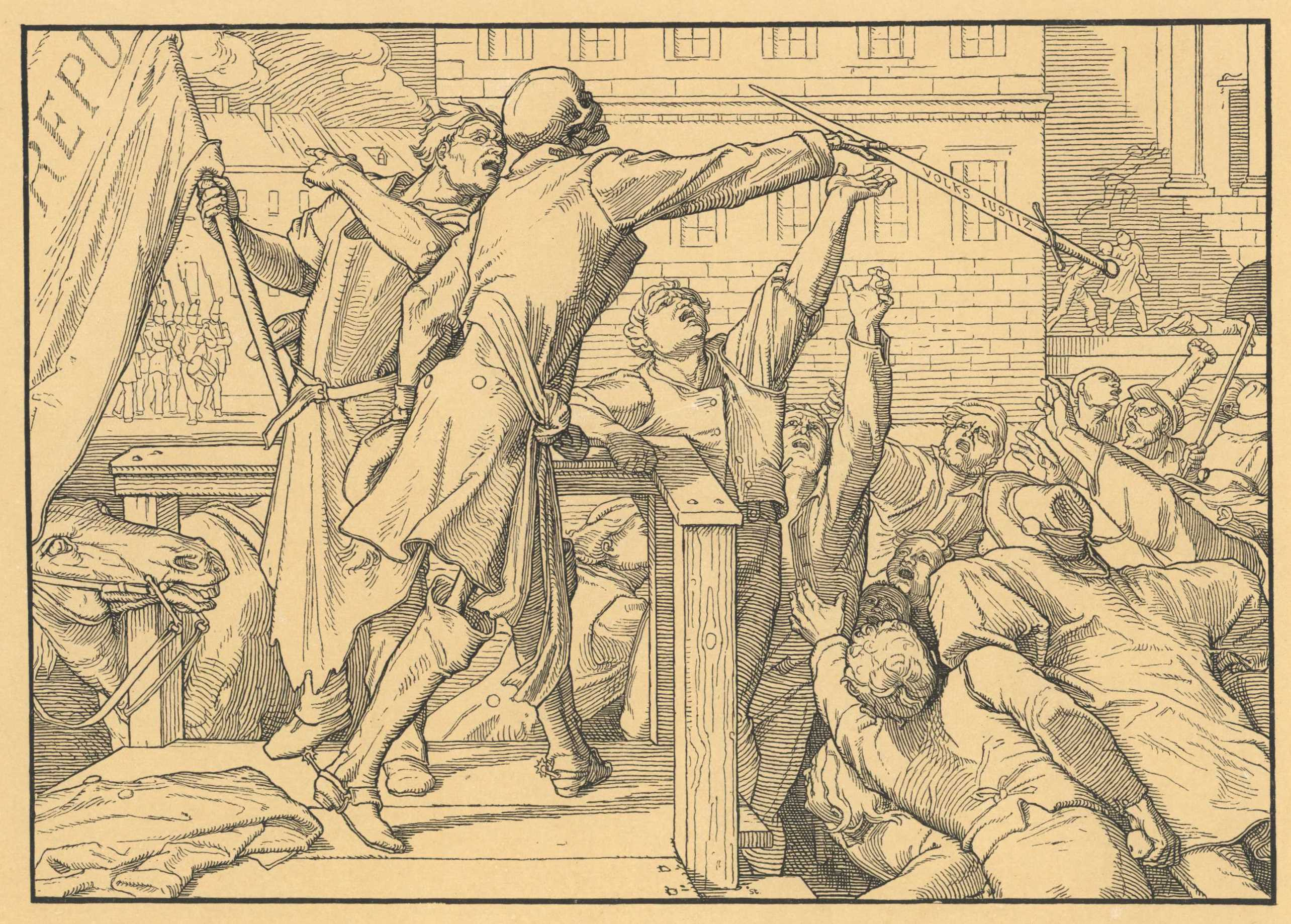
Лист 4 «Агитация к мятежу» (нем. Aufreizung zum Aufstand)
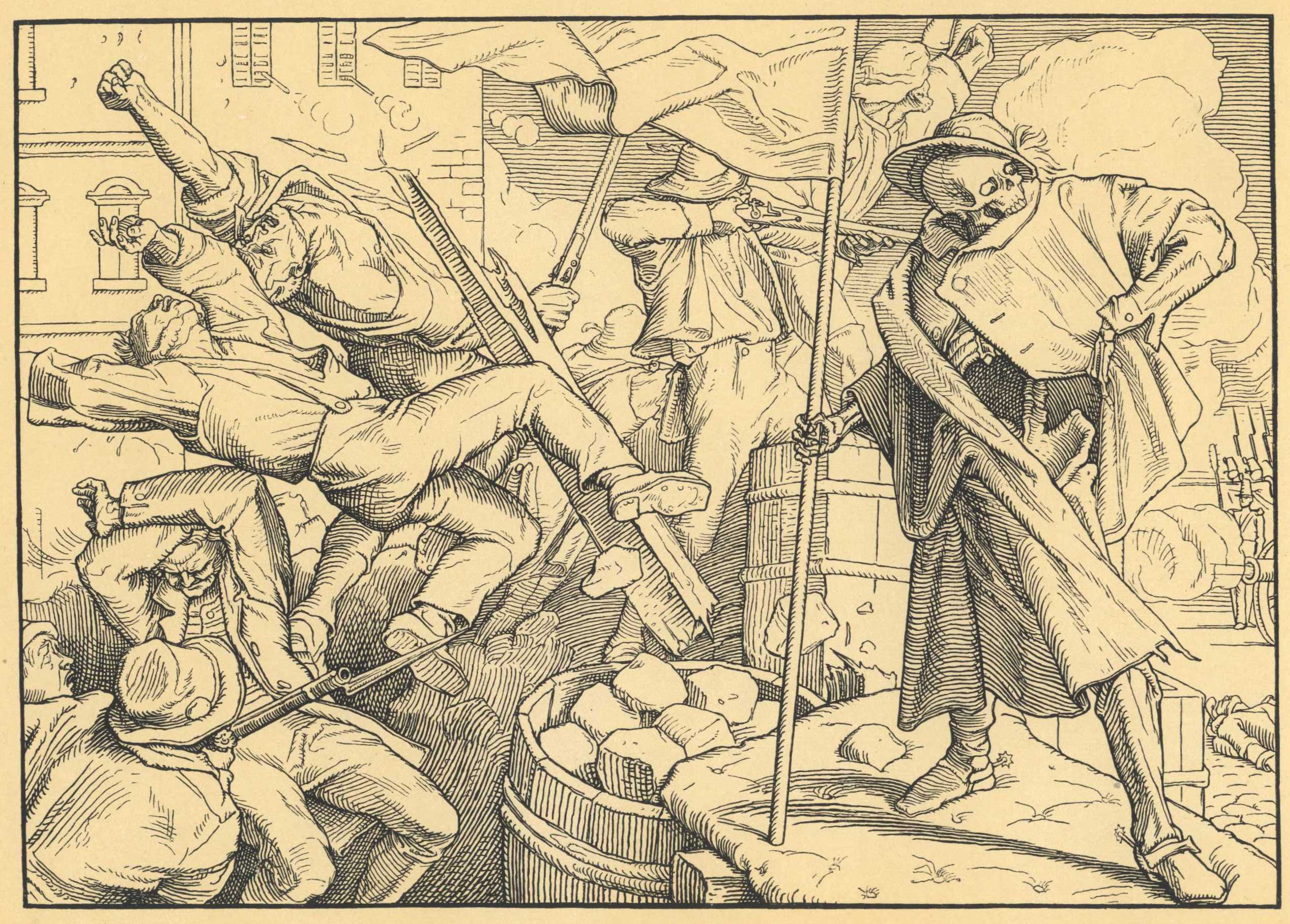
Лист 5 «На баррикадах» (нем. Auf der Barrikade)
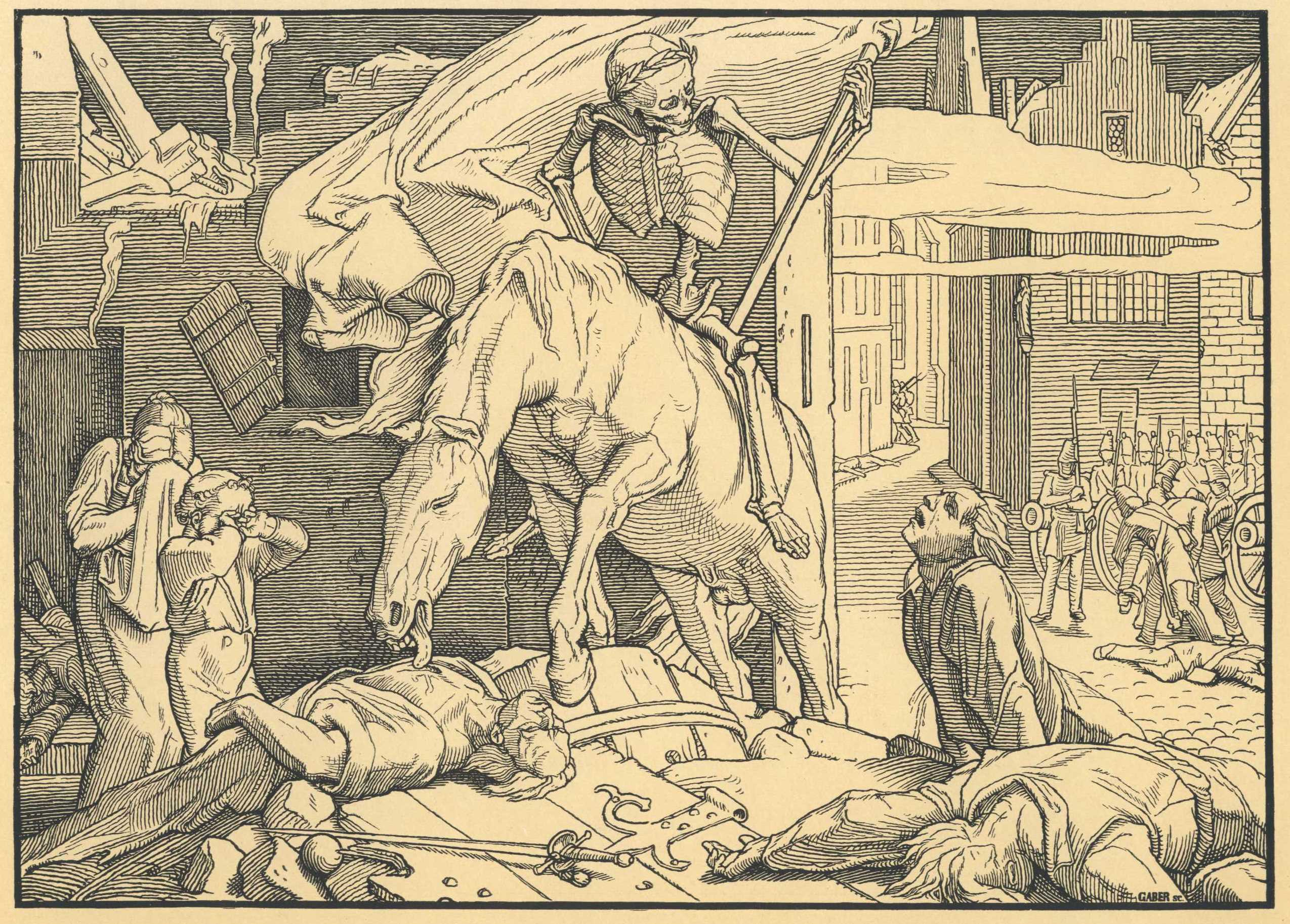
Лист 6 «Смерть-победитель» (нем. Tod als Sieger)
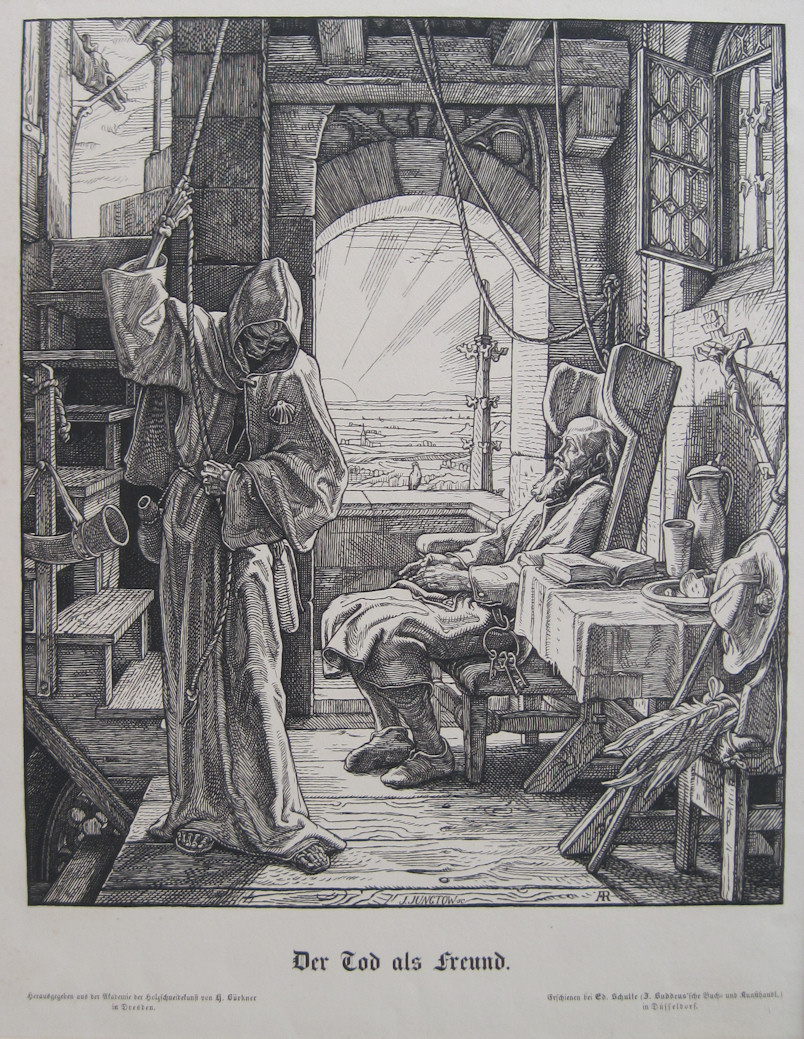
«Смерть-друг» (нем. Der Tod als Freund), 1851 год.
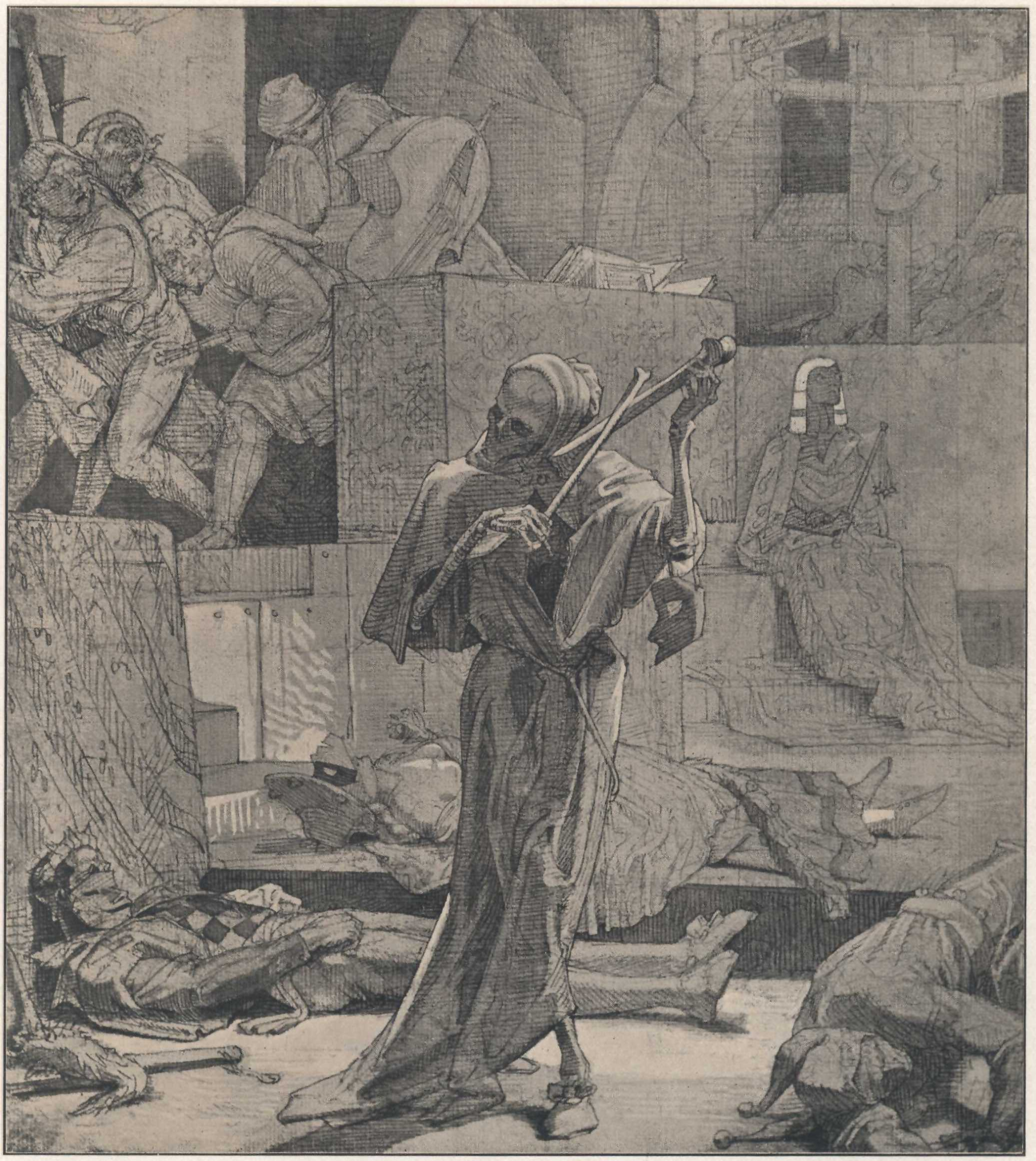
«Смерть-убийца» (нем. Der Tod als Würger), 1842 год.

Помимо серии, о которой речь шла выше, Смерть присутствует и в других работах художника. Одним из шедевров искусствоведами признается гравюра «Смерть-друг» (нем. "Der Tod als Freund"). В этой работе смерть теряет свой устрашающий облик, она здесь выступает скорее как спаситель, как сила, освобождающая человека от повседневных забот, боли и страданий. На гравюре мы видим расположившегося в кресле звонаря, с закрытыми глазами слушающего, как Смерть в темном одеянии звонит в колокол, отмеряя тем самым смертный час старика. Она не усмехается и не злорадствует, лишь исполняет свой долг, забирая еще одну жизнь.
Наименее оптимистичный образ смерти внимательный зритель находит на гравюре «Смерть-убийца», созданной Ретелем в 1842 году. На создание данной работы Ретеля вдохновила эпидемия холеры 1831 года, и унесшая жизни тысяч людей. На первый взгляд может показаться, что Смерть в данной гравюре играет на скрипке, однако, если присмотреться, то можно увидеть, что играет она отнюдь не на музыкальном инструменте, а на человеческих костях, исполняя для людей на улице последнюю в их жизни песню.

## Другие картины
- «Примирение Оттона  со своим братом Генрихом в 941 году» (1840)
- «Пророк Даниил во рву со львами» (1838),
- «Тело Густава-Адольфа на поле битвы при Лютцене»,
- «Моисей, разбивающий скрижали»,
- «Молитва крестоносцев»,
- «Император Рудольф и епископ Вернер»,
- «Три германских императора».

## Фрески
- «Оттон III поклоняется гробнице Карла Великого»,
- «Разрушение статуи Арминия»,
- «Победа при Кордове»
- «Взятие Павии»

Начатые им фрески были дописаны, по его эскизам, Кереном. Вторая значительная работа Ретеля — серия акварелей на тему: «Переход Ганнибала через Альпы».